# Kieran Sequoia
Kieran Sequoia (* 6. November 1986) ist eine kanadische Filmschauspielerin, die auch hinter der Kamera aktiv ist.

## Leben
Sequoia wurde in Kanada geboren, sie trat in verschiedenen Independentfilmen auf und tourte mit einer Theatergruppe aus Vancouver durch Kanada. Kieran hat einen Bachelor of Fine Arts an der Santa Fe University of Art and Design in Santa Fe (New Mexico) erworben und ist Absolventin des Ted Bardy Studios in New York City. Sie spielte eine Reihe von Nebenrollen in US-amerikanischen Fernsehserienfolgen und Filmen, darunter bei Breaking Bad und The Night Shift. Seit 2016 arbeitet sie hinter der Kamera als „Production Coordinator“ bei US-Fernsehserien mit, darunter Godless und Daybreak.

## Filmografie
- 2006: Hell Hath No Fury
- 2008: Sex & Lies in Sin City
- 2009: Breaking Bad (Fernsehserie, eine Folge)
- 2009: Easy Money (Fernsehserie, eine Folge)
- 2010: Deadly Impact
- 2010: Run for Her Life (Inhale)
- 2012: Meltdown
- 2013: Reunion 108
- 2015: The Night Shift (Fernsehserie, eine Folge)
- 2016: Mars Project
- 2017: Hailey Dean Mystery (Fernsehserie, eine Folge)